# Fiskbullar

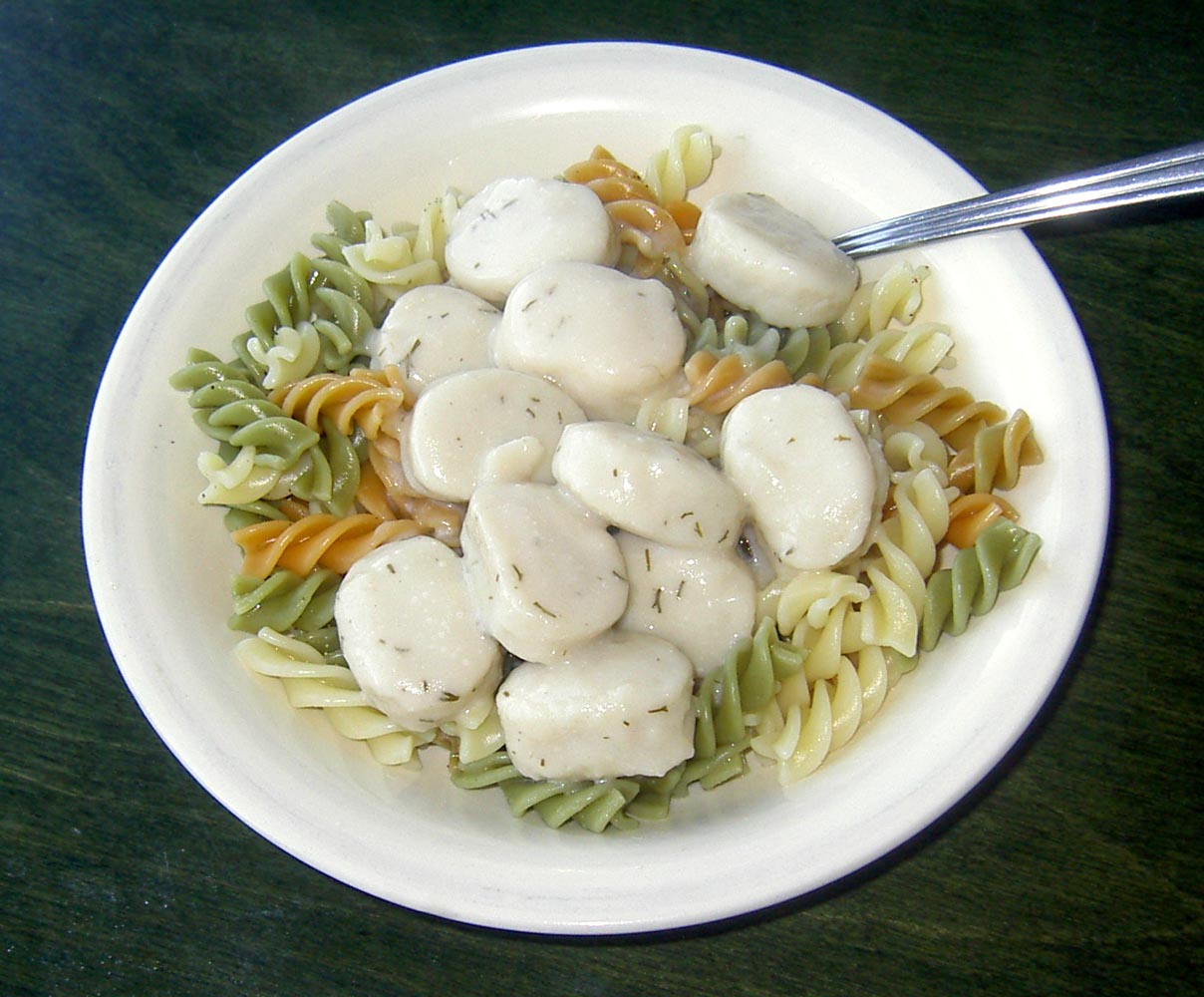
Svenska fiskbullar i dillsås och pasta.

Fiskbullar är en maträtt av mald fisk som formas till bollar. De kan utöver fisk även innehålla potatisstärkelse, mjölk, salt och beroende på recept olika kryddor. Fiskbullar är populära i Skandinavien, Östasien och i Indokina. En närbesläktad maträtt är den judiska gefilte fisch.

## Regionala varianter

### Skandinavien
Dessa är gjord på kokt fiskfärs från exempelvis torsk, kolja eller sej, alternativt en blandning av flera. Till skillnad från asiatiska fiskbullar är malningen fullständig till en puré. Färsen blandas med mjölk, stärkelse, saltlake och kryddor.
Fiskbullar köps ofta på konserv och omges då av olika såser, såsom dillsås, hummersås, skaldjurssås, citronsås alternativt buljong. Fiskbullar serveras vanligen med antingen kokt alternativt pressad potatis, ris eller pasta.
Belägg för fiskbullar finns från 1844. Recept förekommer i Iduns kokbok från 1911.

### Asien

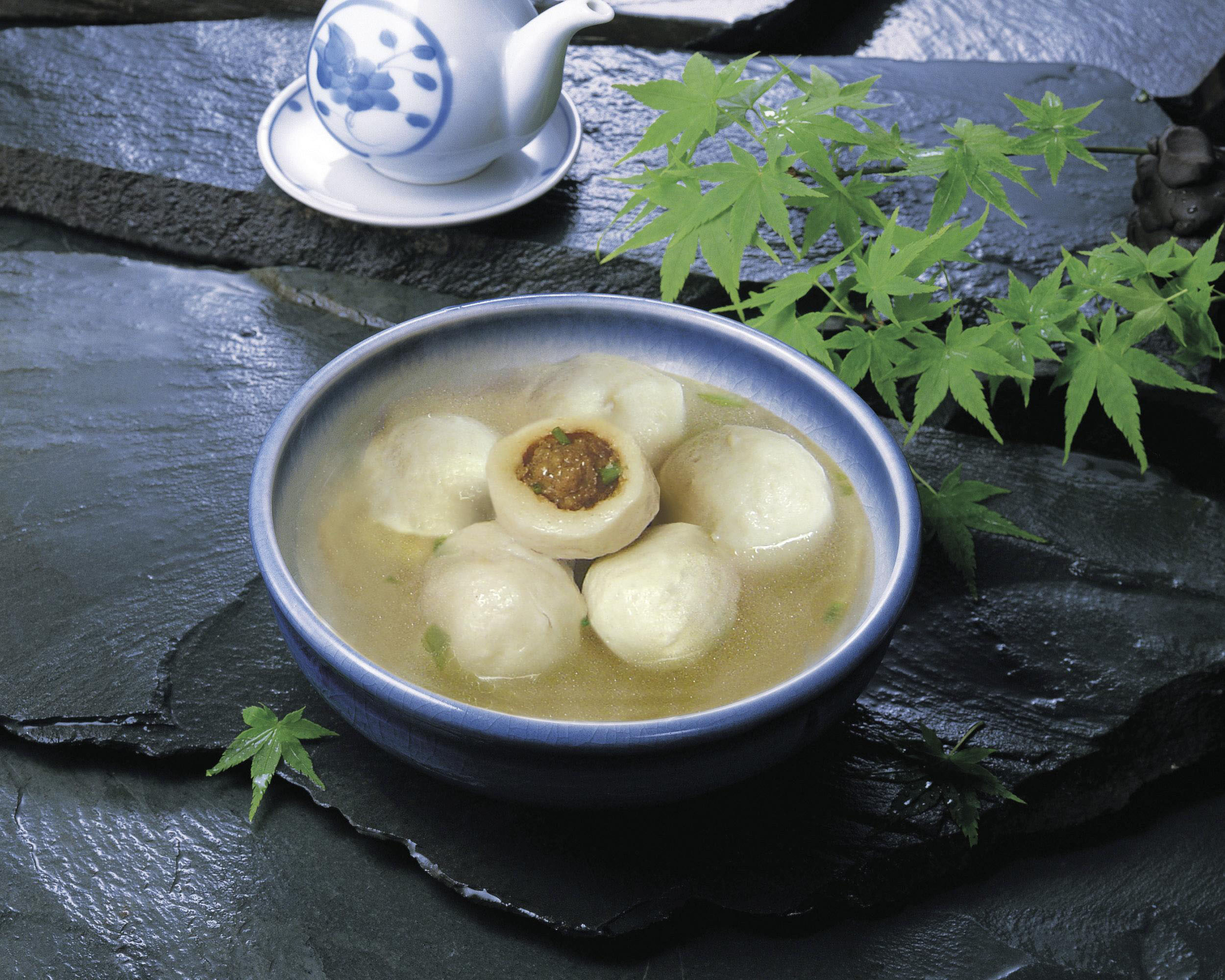
Fiskbullesoppa från Lianjiang. I den genomskurna bullen syns en kärna av fläskfärs.

Fiskbullar i Asien innehåller i regel bankad eller grovmalen fisk, men surimi förekommer också. 